# Menenches atropos
Menenches atropos är en insektsart som beskrevs av Ronald Gordon Fennah 1967. Menenches atropos ingår i släktet Menenches och familjen Dictyopharidae. Inga underarter finns listade i Catalogue of Life.